# Daikin Polska
Daikin Airconditioning Poland Sp. z o. o. – spółka zależna, należąca do grupy Daikin Europe N.V., która prowadzi działalność w branży HVAC na terenie Polski. Firma prowadzi sprzedaż produktów poprzez sieć autoryzowanych salonów oraz partnerów w całej Polsce. 
Daikin oferuje produkty zarówno dla klientów indywidualnych jak np. pompy ciepła, klimatyzację, oczyszczacze powietrza, jak również zaawansowane rozwiązania komercyjne do dużych obiektów: budynków biurowych, szkół, szpitali oraz szeroko pojętych dużych inwestycji.
Firma posiada blisko 100 letnią tradycję w branży HVAC. W 2024 roku będzie obchodzić stulecie istnienia. Daikin jest jedynym z nielicznych producentów, którzy zajmują się wszystkimi aspektami produkcji, sprzedaży i serwisu szerokiego asortymentu produktów klimatyzacyjnych. Produkuje własne sprężarki i prowadzi badania w zakresie środków chemicznych i czynników chłodniczych. Spółka jest obecna w ponad 150 krajach.

## Daikin na świecie

### Historia firmy
Daikin Industries Ltd została założona w 1924 roku jako Ōsaka Metalworking Industries LP (Ōsaka Kinzoku Kōgyōsho) przez Akira Yamada. W 1953 roku firma opracowała czynniki chłodnicze Daiflon oraz polichlorotrifluoroetylen. W 1963 roku marka została przemianowana na Daikin Industries, Ltd. i pod tą nazwą jest znana do dziś. W 2008 roku spółka nabyła firmę McQuay tworzącą sprzęt fabryczny, dzięki czemu weszła na rynek amerykański, którą w 2013 roku przemianowano na Daikin Applied.

### Nazwa
Nazwa Daikin to połączenie dwóch wyrazów: pierwszego znaku kanji Osaka Ōsaka, wywodzącego się od miasta o tej nazwie, a także pierwszego znaku słowa Kinzoku oznaczającego metal. 

### Produkcja
Produkcja systemów rozwiązań Daikin rozlokowana jest na całym świecie. Pompy ciepła, podobnie jak klimatyzacja i rozwiązania komercyjne produkowane są w Azji. Produkcja dla Europy odbywa się w zakładach w Niemczech, Austrii, Belgii, Czechach, Turcji oraz w Polsce. Spółka intensywnie rozwinęła się dzięki agresywnyj akwizycji, a jej przejęcia doprowadziły do powstania nowych zakładów, w tym: McQuay Cramlington, Cecchina i Milan, ROTEX (Güglingen GER), Zanotti, Hubbard, Tewis i AHT.

## Daikin w Polsce
Daikin w Polsce obecny jest od 20 lat. Spółka została oficjalnie zarejestrowana w 2001 roku. Sprzedaż produktów japońskiej marki prowadzona jest poprzez sieć ponad 500 certyfikowanych partnerów w całym kraju. 

### Fabryka w Polsce
4 kwietnia 2023 r. Firma Daikin Europe N.V. rozpoczęła budowę nowej fabryki pomp ciepła w Ksawerowie pod Łodzią. Będzie to pierwszy zakład produkcyjny Daikin w Polsce. Inwestycja o wartości 300 milionów euro, to największa inwestycja zagraniczna w Polsce w ostatnich latach. Do 2030 roku pozwoli na stworzenie 3 000 nowych miejsc pracy. Zakończenie budowy planowane jest na kwiecień 2024 roku, a nowa fabryka rozpocznie działalność w lipcu 2024 roku.